# Styrol-Acrylnitril-Copolymer
Styrol-Acrylnitril-Copolymere (Kurzzeichen SAN) sind Copolymere, die aus Styrol und Acrylnitril hergestellt werden.

## Eigenschaften
Styrol-Acrylnitril-Copolymere haben ähnliche Eigenschaften wie Polystyrol und sind transparente und steife Polymere. Eine typische Zusammensetzung besteht zu 70 % aus Styrol- und zu 30 % aus Acrylnitrilanteilen. Auf dem europäischen Markt erhältlich sind Produkte mit 19–35 % Acrylnitrilgehalt sowie jeweils unterschiedlichen molaren Massen. SAN weist eine höhere Festigkeit, thermische und Kratzbeständigkeit als Polystyrol auf und ist chemisch beständiger, beispielsweise gegenüber Aminen, die wiederum ein häufiger Bestandteil von Weichmachern sind.
SAN kann in der Montage nur geschraubt werden, es ist nicht zum Klipsen geeignet. SAN ist weitgehend spülmaschinengeeignet, aber nur bedingt UV-resistent. Die meisten SAN-Typen haben eine Lebensmittelzulassung durch das Bundesinstitut für Risikobewertung, BfR. Aufgrund der gelblichen Eigenfarbe (nicht qualitätsbeeinträchtigend) sind verschiedene mit blau/grau geschönte Farbtöne verfügbar. Es sind auch opake Einfärbungen erhältlich, bei denen der hohe E-Modul des Produktes und die hohe Kratzfestigkeit besonders zur Geltung kommen. Für besonders hohe Steifigkeit sind auch glasfaserverstärkte Typen erhältlich.
Durch Zugabe von Polyvinylcarbazol (PVK) erreicht man eine höhere Wärmeformbeständigkeit. Kunststoffe mit PVK sind jedoch giftig und deshalb nicht für den Kontakt mit Lebensmitteln zugelassen.
Da Styrol-Acrylnitril-Copolymere spröde sind, wird für Anwendungen, bei denen eine hohe Schlagzähigkeit nötig ist, die Synthese zusammen mit Polybutadien (Pfropfpolymerisation) gestartet. Dieses Produkt ist dann ein Acrylnitril-Butadien-Styrol-Terpolymer (ABS).

## Herstellung
Die Synthese verläuft als radikalische Kettenpolymerisation und führt zu ataktischen, statistischen Copolymeren. Zwei Verfahren sind üblich:
- Suspensionspolymerisation: Als Initiator wird AIBN verwendet. Suspendiermittel sind Hydroxylapatit, Talcum, Methylcellulose oder Polyvinylalkohol. Die Reaktion erfolgt in 3 h bei 20 °C. Das Verfahren führt zu einem perlförmigen Produkt.

- Emulsionspolymerisation: Initiator ist Kaliumperoxodisulfat, als Emulgatoren werden Alkylsulfonate, Salze der Stearinsäure und Ölsäure verwendet. Die Reaktion erfolgt bei 70 °C.

Die Copolymerisationsparameter der Monomerpaarung Acrylnitril/Styrol sind 0,01 und 0,4, was zu einer Anordnung führt, bei der sich sehr kurze PS- mit einzelnen Acrylnitril-Einheiten abwechseln.

## Verarbeitung
Styrol-Acrylnitril-Polymerisate werden, wie alle Styrol-Polymerisate, zum überwiegenden Teil durch Spritzguss, seltener durch Extrusion (für Folien) verarbeitet. Heizelement- und Rotationsreibschweißen sind möglich, weniger jedoch das Ultraschall- und Hochfrequenzschweißen.

## Anwendungen
- Lichtleiter
- Verglasung für Industrietore, Sektionaltore (z. B. Plustherm-Systemverglasung)
- Optikkörper, z. B. Lenkwinkelsensoren im Automobilbau
- Küchenbedarf (Salatschüssel und -besteck, Messbecher, Teile für Küchenmaschinen)
- Duschkabinenwände
- Reflektoren
- Batteriezellengefäße
- SAN ist ein Rohstoff für Compoundierungen

## Normen
- DIN EN ISO 4894-1 Kunststoffe – Styrol/Acrylnitril (SAN)-Formmassen – Teil 1: Bezeichnungssystem und Basis für Spezifikationen (ISO 4894-1:1997); Deutsche Fassung EN ISO 4894-1:1999
- DIN EN ISO 4894-2 Kunststoffe – Styrol/Acrylnitril (SAN)-Formmassen – Teil 2: Herstellung von Probekörpern und Bestimmung von Eigenschaften (ISO 4894-2:1995); Deutsche Fassung EN ISO 4894-2:1999

## Anbieter
Der Markt für SAN ist stark diversifiziert. Große Anbieter in Deutschland sind:
- Styrolution als Luran®
- Dow Chemical mit Tyril®
- Polimeri – Kostil®